# АЕС Мааншан
АЕС Мааншан (кит.: 馬鞍山核能發電廠) — атомна електростанція в Тайвані.
Станція розташована на півдні острова поблизу міста Хенчунь в повіті Піндун.
АЕС Мааншан – третя тайванська атомна електростанція – почалася зводитися в 1978 році. У 1984 р. був пущений перший енергоблок. Всього на станції встановили та запустили два реактора з водою під тиском (PWR) виробництва Westinghouse потужністю 951 МВт кожен. Потужність АЕС Мааншан становить 1902 МВт.
У XXI столітті стало розглядатися питання про будівництво додаткових енергоблоків на станції Мааншан. Однак, ситуація з вже побудованою, але не запущеною АЕС Лунгмень через суперечки всередині країни щодо розвитку атомної енергетики Тайваню, змусила керівництво компанії відкласти це питання на невизначений термін. Через зниження потреби в працівниках деяка кількість тайваньських атомників переїхали жити в континентальний Китай.

## Інциденти
7 липня 1985 року через зламані лопатки турбіни сталася пожежа на першому енергоблоці. На вирішення проблеми пішло 11 місяців.
У 2006 році станція Мааншан постраждала від землетрусу Хенгчун. Через сильні вібрації 26 грудня було аварійно зупинено другий реактор АЕС. Перший при цьому продовжив свою роботу.
В ніч з 26 на 27 квітня 2015 року на другому енергоблоці АЕС Мааншан, розташованому на півдні Тайваню, сталася пожежа. В результаті реактор другого енергоблоку довелося зупинити. Витоку радіації не відбулося.

## Інформація по енергоблоках
| Енергоблок | Тип реакторів                | Потужність | Потужність | Початок будівництва | Фізпуск    | Підключення до мережі | Введення в експлуатацію | Закриття |
| Енергоблок | Тип реакторів                | Чиста      | Брутто     | Початок будівництва | Фізпуск    | Підключення до мережі | Введення в експлуатацію | Закриття |
| ---------- | ---------------------------- | ---------- | ---------- | ------------------- | ---------- | --------------------- | ----------------------- | -------- |
| Мааншан-1  | PWR, WE 312 (3 loop-12 foot) | 936 МВт    | 951 МВт    | 21.08.1978          | 30.03.1984 | 09.05.1984            | 27.07.1984              | —        |
| Мааншан-2  | PWR, WE 312 (3 loop-12 foot) | 938 МВт    | 951 МВт    | 21.02.1979          | 01.02.1985 | 25.02.1985            | 18.05.1985              | —        |